# Efeito Stroop
Demonstração

Leia a cor destas palavras o mais rapidamente que puder:
Verde Vermelho Azul
Amarelo Azul Amarelo
Azul Amarelo Vermelho
Verde Amarelo Verde
Segundo o efeito Stroop, a primeira lista de cores teria um tempo de reação mais rápido.
Em psicologia, o efeito Stroop (efeito Jaensch) é uma demonstração de interferência no tempo de reação de uma tarefa. Por exemplo, quando uma palavra como azul, verde, vermelho, etc, é impressa numa cor que difere da cor expressa pelo significado semântico (exemplo: a palavra vermelho impressa com tinta azul), ocorre um atraso no processamento da cor da palavra, causando tempos de reação mais lentos e um aumento de erros. O efeito leva o nome do seu descobridor, John Ridley Stroop, e foi originalmente difundido no artigo "Studies of interference in serial verbal reactions" publicado na revista Journal of Experimental Psychology em 1935.